# Два бата
Два бата — монета Таиланда.

## История
До 2004 года чеканились только памятные монеты номиналом два бата. В 2004—2007 годах чеканились монеты из стали с никелевым гальваническим покрытием. В 2008—2017 годах чеканились монеты из алюминиевой бронзы с отличающимся портретом Рамы IX. Начиная с 2018 года чеканятся монеты из алюминиевой бронзы с портретом Рамы X.

### Памятные монеты
С 1979 по 1996 годы был выпущен 41 вид памятных монет номиналом 2 бата:
- 1979 — Окончание принцессой Чулапхон Валайлак университета Касетсарт[4].
- 1985 — Международный год молодёжи[5];
- 1985 — Тринадцатые Игры Юго-Восточной Азии в Бангкоке[6];
- 1986 — Национальный годы деревьев[7];
- 1986 — Международный год мира[8];
- 1986 — Медаль Альберта Эйнштейна[9];
- 1987 — 100-летие Королевской военной академии Чулачомклао[10];
- 1987 — 60-летие Рамы IX[11];
- 1988 — 72-летие появления кооперативов в Таиланде[12];
- 1988 — 42-летие правления Рамы IX[13];
- 1988 — 100-летие госпиталя Сирират[14];
- 1988 — 36-летие принца Махи Вачиралонгкорна[15];
- 1989 — 72-летие университета Чулалонгкорна[16];
- 1990 — 100-летие медицинского колледжа Сурират[17];
- 1990 — 90-летие Синакхаринтхры[18];
- 1990 — 100-летие Департамента генерального инспектората[19];
- 1990 — Всемирная организация здравоохранения[20];
- 1991 — 36-летие принцессы Маха Чакри Сириндхорн[21];
- 1991 — 80-летие тайских бойскаутов[22];
- 1991 — Премия фонда Магсайсая[23];
- 1992 — 100-летие со дня рождения Махидола Адульядета[24];
- 1992 — 100-летие Министерства юстиции Таиланда[25];
- 1992 — 100-летие Министерства внутренних дел Таиланда[26];
- 1992 — 60-летие Сирикит[27];
- 1992 — 60-летие Национальной ассамблеи Таиланда[28];
- 1992 — 100-летие Министерства сельского хозяйства и кооперации Таиланда[29];
- 1992 — 64-летие Рамы IX[30];
- 1992 — 100-летие Министерства просвещения Таиланда[31];
- 1992 — 50-летие Банка Таиланда[32];
- 1993 — 100-летие Генеральной прокуратуры Таиланда[33];
- 1993 — 100-летие тайского общества Красного Креста[34];
- 1993 — 60-летие Министерства финансов Таиланда[35];
- 1993 — 100-летие со дня рождения Рамы VII[36];
- 1994 — 60-летие Королевского института Таиланда[37];
- 1994 — 120-летие Тайного и Государственного советов Таиланда[38];
- 1994 — 60-летие университета Таммасат[39];
- 1995 — 50-летие продовольственной программы FAO[40];
- 1995 — Год информационных технологий в Таиланде[41];
- 1995 — Год окружающей среды в АСЕАН[42];
- 1996 — 100-летие медсестёр Сирират и акушерства в Таиланде[43];
- 1996 — 50-летие правления Рамы IX[44].

## Характеристики монет
| Изображение | Диаметр  | Толщина | Масса | Материал                          | Аверс                                   | Реверс                                                                           | Годы чеканки    |
| ----------- | -------- | ------- | ----- | --------------------------------- | --------------------------------------- | -------------------------------------------------------------------------------- | --------------- |
|             | 21,75 мм | 1,74 мм | 4,4 г | сталь, гальванизированная никелем | Портрет Рамы IX, его полное имя и титул | Изображение храма Пхукхао Тхонг Сакета, указание страны, номинала и года чеканки | 2004—2007, 2009 |
|             | 21,75 мм | 1,5 мм  | 4 г   | алюминиевая бронза                | Портрет Рамы IX, его полное имя         | Изображение храма Пхукхао Тхонг Сакета, указание страны, номинала и года чеканки | 2008—2017       |
|             | 21,75 мм | 1,5 мм  | 4 г   | алюминиевая бронза                | Портрет Рамы X, его полное имя          | Монограмма Рамы X с короной, указание страны, номинала и года чеканки            | 2018—н. в.      |

### Памятные монеты
| Изображение                                                      | Диаметр                                                       | Толщина                                                       | Масса                                                         | Материал                                                      | Аверс | Реверс | Годы чеканки                                                  |
| Окончание принцессой Чулапхон Валайлак университета Касетсарт    | Окончание принцессой Чулапхон Валайлак университета Касетсарт | Окончание принцессой Чулапхон Валайлак университета Касетсарт | Окончание принцессой Чулапхон Валайлак университета Касетсарт | Окончание принцессой Чулапхон Валайлак университета Касетсарт | Окончание принцессой Чулапхон Валайлак университета Касетсарт                                                                    | Окончание принцессой Чулапхон Валайлак университета Касетсарт                                                | Окончание принцессой Чулапхон Валайлак университета Касетсарт |
| ---------------------------------------------------------------- | ------------------------------------------------------------- | ------------------------------------------------------------- | ------------------------------------------------------------- | ------------------------------------------------------------- | --- | --- | ------------------------------------------------------------- |
|                                                                  | 27 мм                                                         | 2 мм                                                          | 9 г                                                           | медно-никелевый сплав                                         | Портрет принцессы Чулапхон Валайлак, её имя и указание страны                                                                    | Указание повода выпуска, номинала и года чеканки                                                             | 1979                                                          |
| Международный год молодёжи                                       |                                                               |                                                               |                                                               |                                                               | | |                                                               |
|                                                                  | 22 мм                                                         | 2,68 мм                                                       | 7,4 г                                                         | медь, плакированная медно-никелевым сплавом                   | Портрет Рамы IX, его полное имя                                                                                                  | Указание повода выпуска, страны, номинала и года чеканки                                                     | 1985                                                          |
| Тринадцатые Игры Юго-Восточной Азии в Бангкоке                   |                                                               |                                                               |                                                               |                                                               | | |                                                               |
|                                                                  | 22 мм                                                         | 2,65 мм                                                       | 7,3 г                                                         | медь, плакированная медно-никелевым сплавом                   | Портрет Рамы IX, его имя и указание страны                                                                                       | Логотип Игр Юго-Восточной Азии, указание повода выпуска, номинала и года чеканки                             | 1985                                                          |
| Национальные годы деревьев                                       |                                                               |                                                               |                                                               |                                                               | | |                                                               |
|                                                                  | 22 мм                                                         | 2,65 мм                                                       | 7,3 г                                                         | медь, плакированная медно-никелевым сплавом                   | Портрет Рамы IX, его полное имя                                                                                                  | Указание повода выпуска, страны и номинала                                                                   | 1986                                                          |
| Международный год мира                                           |                                                               |                                                               |                                                               |                                                               | | |                                                               |
|                                                                  | 22 мм                                                         | 2,55 мм                                                       | 7,4 г                                                         | медь, плакированная медно-никелевым сплавом                   | Портрет Рамы IX, его полное имя                                                                                                  | Указание повода выпуска, страны, номинала и года чеканки                                                     | 1986                                                          |
| Медаль Альберта Эйнштейна                                        |                                                               |                                                               |                                                               |                                                               | | |                                                               |
|                                                                  | 22 мм                                                         | 2,59 мм                                                       | 7,4 г                                                         | медь, плакированная медно-никелевым сплавом                   | Портрет принцессы Чулапхон Валайлак, её имя и титул                                                                              | Указание повода выпуска, страны, номинала и даты                                                             | 1986                                                          |
| 100-летие Королевской военной академии Чулачомклао               |                                                               |                                                               |                                                               |                                                               | | |                                                               |
|                                                                  | 22 мм                                                         | 2,65 мм                                                       | 7,3 г                                                         | медь, плакированная медно-никелевым сплавом                   | Портреты Рамы V и Рамы IX, их полные имена                                                                                       | Королевский герб, указание повода выпуска, страны, номинала и даты                                           | 1987                                                          |
| 60-летие Рамы IX                                                 |                                                               |                                                               |                                                               |                                                               | | |                                                               |
|                                                                  | 22 мм                                                         | 2,65 мм                                                       | 7,3 г                                                         | медь, плакированная медно-никелевым сплавом                   | Портрет Рамы IX, его полное имя                                                                                                  | Указание повода выпуска, страны, номинала и даты                                                             | 1987                                                          |
| 72-летие появления кооперативов в Таиланде                       |                                                               |                                                               |                                                               |                                                               | | |                                                               |
|                                                                  | 22 мм                                                         | 2,49 мм                                                       | 7,4 г                                                         | медь, плакированная медно-никелевым сплавом                   | Портреты Рамы V и Рамы IX, их имена                                                                                              | Указание страны, повода выпуска, номинала и даты                                                             | 1988                                                          |
| 42-летие правления Рамы IX                                       |                                                               |                                                               |                                                               |                                                               | | |                                                               |
|                                                                  | 22 мм                                                         | 2,6 мм                                                        | 7,3 г                                                         | медь, плакированная медно-никелевым сплавом                   | Портрет Рамы IX, его полное имя                                                                                                  | Монограмма Рамы X с короной, указание страны, повода выпуска, номинала и даты                                | 1988                                                          |
| 100-летие госпиталя Сирират                                      |                                                               |                                                               |                                                               |                                                               | | |                                                               |
|                                                                  | 22 мм                                                         | 2,6 мм                                                        | 7,3 г                                                         | медь, плакированная медно-никелевым сплавом                   | Портреты Рамы V и Рамы IX, их имена                                                                                              | Дракон и змея, обвивающие посох под короной, указание страны, повода выпуска, номинала и даты                | 1988                                                          |
| 36-летие принца Махи Вачиралонгкорна                             |                                                               |                                                               |                                                               |                                                               | | |                                                               |
|                                                                  | 22 мм                                                         | 2,49 мм                                                       | 7,3 г                                                         | медь, плакированная медно-никелевым сплавом                   | Портрет Махи Вачиралонгкорна, его полное имя и титул                                                                             | Монограмма Махи Вачиралонгкорна с короной, указание страны, повода выпуска, номинала и даты                  | 1988                                                          |
| 72-летие университета Чулалонгкорна                              |                                                               |                                                               |                                                               |                                                               | | |                                                               |
|                                                                  | 22 мм                                                         | 2,54 мм                                                       | 7,3 г                                                         | медь, плакированная медно-никелевым сплавом                   | Портреты Рамы V, Рамы VI и Рамы IX, их имена                                                                                     | Корона на подушке, две растительные ветви, указание страны, повода выпуска, номинала и даты                  | 1989                                                          |
| 100-летие медицинского колледжа Сурират                          |                                                               |                                                               |                                                               |                                                               | | |                                                               |
|                                                                  | 22 мм                                                         | 2,55 мм                                                       | 7,3 г                                                         | медь, плакированная медно-никелевым сплавом                   | Портреты Рамы V и Рамы IX, их монограммы                                                                                         | Здание колледжа, указание страны, повода выпуска, номинала и даты                                            | 1990                                                          |
| 90-летие Синакхаринтхры                                          |                                                               |                                                               |                                                               |                                                               | | |                                                               |
|                                                                  | 22 мм                                                         | 2,7 мм                                                        | 7,3 г                                                         | медь, плакированная медно-никелевым сплавом                   | Портрет Синакхаринтхры, её полное имя и титул                                                                                    | Корона и два зонта, указание страны, повода выпуска, номинала и даты                                         | 1990                                                          |
| 100-летие Департамента генерального инспектората                 |                                                               |                                                               |                                                               |                                                               | | |                                                               |
|                                                                  | 22 мм                                                         | 2,55 мм                                                       | 7,3 г                                                         | медь, плакированная медно-никелевым сплавом                   | Портреты Рамы V и Рамы IX, их имена                                                                                              | Здание Департамента генерального инспектората, указание страны, повода выпуска, номинала и даты              | 1990                                                          |
| Всемирная организация здравоохранения                            |                                                               |                                                               |                                                               |                                                               | | |                                                               |
|                                                                  | 22 мм                                                         | 2,5 мм                                                        | 7,3 г                                                         | медь, плакированная медно-никелевым сплавом                   | Портрет Синакхаринтхры, её полное имя и титул                                                                                    | Медаль Всемирной организации здравоохранения, её логотип, указание страны, повода выпуска, номинала и даты   | 1990                                                          |
| 36-летие принцессы Маха Чакри Сириндхорн                         |                                                               |                                                               |                                                               |                                                               | | |                                                               |
|                                                                  | 22 мм                                                         | 2,55 мм                                                       | 7,3 г                                                         | медь, плакированная медно-никелевым сплавом                   | Портрет Маха Чакри Сириндхорн, её полное имя и титул                                                                             | Монограмма Маха Чакри Сириндхорн с короной, указание страны, повода выпуска, номинала и даты                 | 1991                                                          |
| 80-летие тайских бойскаутов                                      |                                                               |                                                               |                                                               |                                                               | | |                                                               |
|                                                                  | 22 мм                                                         | 2,55 мм                                                       | 7,4 г                                                         | медь, плакированная медно-никелевым сплавом                   | Портреты Рамы VI и Рамы IX, их имена                                                                                             | Эмблема тайских бойскаутов, указание страны, повода выпуска, номинала и даты                                 | 1991                                                          |
| Премия фонда Магсайсая                                           |                                                               |                                                               |                                                               |                                                               | | |                                                               |
|                                                                  | 22 мм                                                         | 2,55 мм                                                       | 7,4 г                                                         | медь, плакированная медно-никелевым сплавом                   | Полное имя и титул Маха Чакри Сириндхорн                                                                                         | Изображение медали Магсайсая, указание страны, повода выпуска, номинала и даты                               | 1991                                                          |
| 100-летие со дня рождения Махидола Адульядета                    |                                                               |                                                               |                                                               |                                                               | | |                                                               |
|                                                                  | 22 мм                                                         | 2,6 мм                                                        | 7,3 г                                                         | медь, плакированная медно-никелевым сплавом                   | Портрет Махидола Адульядета, его полное имя и титул                                                                              | Корона и два зонта, указание страны, повода выпуска, номинала и даты                                         | 1992                                                          |
| 100-летие Министерства юстиции Таиланда                          |                                                               |                                                               |                                                               |                                                               | | |                                                               |
|                                                                  | 22 мм                                                         | 2,55 мм                                                       | 7,3 г                                                         | медь, плакированная медно-никелевым сплавом                   | Портреты Рамы V и Рамы IX, их имена                                                                                              | Корона и весы, указание страны, повода выпуска, номинала и даты                                              | 1992                                                          |
| 100-летие Министерства внутренних дел Таиланда                   |                                                               |                                                               |                                                               |                                                               | | |                                                               |
|                                                                  | 22 мм                                                         | 2,48 мм                                                       | 7,3 г                                                         | медь, плакированная медно-никелевым сплавом                   | Портреты Рамы V и Рамы IX, их имена                                                                                              | Мифическое существо внутри круга, указание страны, повода выпуска, номинала и даты                           | 1992                                                          |
| 60-летие Сирикит                                                 |                                                               |                                                               |                                                               |                                                               | | |                                                               |
|                                                                  | 22 мм                                                         | 2,6 мм                                                        | 7,35 г                                                        | медь, плакированная медно-никелевым сплавом                   | Портрет Сирикит, её полное имя и титул                                                                                           | Монограмма Сирикит с короной, указание страны, повода выпуска, номинала и даты                               | 1992                                                          |
| 60-летие Национальной ассамблеи Таиланда                         |                                                               |                                                               |                                                               |                                                               | | |                                                               |
|                                                                  | 22 мм                                                         | 2,5 мм                                                        | 7,3 г                                                         | медь, плакированная медно-никелевым сплавом                   | Портреты Рамы VII и Рамы IX, их имена                                                                                            | Здание Национальной ассамблеи, указание страны, повода выпуска, номинала и даты                              | 1992                                                          |
| 100-летие Министерства сельского хозяйства и кооперации Таиланда |                                                               |                                                               |                                                               |                                                               | | |                                                               |
|                                                                  | 22 мм                                                         | 2,52 мм                                                       | 7,3 г                                                         | медь, плакированная медно-никелевым сплавом                   | Портреты Рамы V и Рамы IX, их монограммы                                                                                         | Эмблема Министерства, указание страны, повода выпуска, номинала и даты                                       | 1992                                                          |
| 64-летие Рамы IX                                                 |                                                               |                                                               |                                                               |                                                               | | |                                                               |
|                                                                  | 22 мм                                                         | 2,5 мм                                                        | 7,4 г                                                         | медь, плакированная медно-никелевым сплавом                   | Портрет Рамы IV и Рамы IX, их полные имена                                                                                       | Монограммы Рамы IV и Рамы IX, указание страны, повода выпуска, номинала и даты                               | 1992                                                          |
| 100-летие Министерства просвещения Таиланда                      |                                                               |                                                               |                                                               |                                                               | | |                                                               |
|                                                                  | 22 мм                                                         | 2,44 мм                                                       | 7,35 г                                                        | медь, плакированная медно-никелевым сплавом                   | Портреты Рамы V и Рамы IX, их монограммы                                                                                         | Эмблема Министерства, указание страны, повода выпуска, номинала и даты                                       | 1992                                                          |
| 50-летие Банка Таиланда                                          |                                                               |                                                               |                                                               |                                                               | | |                                                               |
|                                                                  | 22 мм                                                         | 2,53 мм                                                       | 7,3 г                                                         | медь, плакированная медно-никелевым сплавом                   | Портреты Рамы IX и Сирикит, их монограммы                                                                                        | Указание страны, повода выпуска, номинала и даты                                                             | 1992                                                          |
| 100-летие Генеральной прокуратуры Таиланда                       |                                                               |                                                               |                                                               |                                                               | | |                                                               |
|                                                                  | 22 мм                                                         | 2,44 мм                                                       | 7,3 г                                                         | медь, плакированная медно-никелевым сплавом                   | Портреты Рамы V и Рамы IX, их монограммы                                                                                         | Корона и весы, указание страны, повода выпуска, номинала и даты                                              | 1993                                                          |
| 100-летие тайского общества Красного Креста                      |                                                               |                                                               |                                                               |                                                               | | |                                                               |
|                                                                  | 22 мм                                                         | 2,5 мм                                                        | 7,3 г                                                         | медь, плакированная медно-никелевым сплавом                   | Портреты исполнительного вице-президента тайского общества Красного Креста, Саванг Вадханы и королевы Сирикит, их имена и титулы | Логотипы международного и тайского обществ Красного Креста, указание страны, повода выпуска, номинала и даты | 1993                                                          |
| 60-летие Министерства финансов Таиланда                          |                                                               |                                                               |                                                               |                                                               | | |                                                               |
|                                                                  | 22 мм                                                         | 2,46 мм                                                       | 7,3 г                                                         | медь, плакированная медно-никелевым сплавом                   | Портреты Рамы VII и Рамы IX, их имена                                                                                            | Птица внутри змеи, указание страны, повода выпуска, номинала и даты                                          | 1993                                                          |
| 100-летие со дня рождения Рамы VII                               |                                                               |                                                               |                                                               |                                                               | | |                                                               |
|                                                                  | 22 мм                                                         | 2,5 мм                                                        | 7,3 г                                                         | медь, плакированная медно-никелевым сплавом                   | Портрет Рамы VII и его полное имя и титул                                                                                        | Личная печать Рамы VII, указание страны, повода выпуска, номинала и даты                                     | 1993                                                          |
| 60-летие Королевского института Таиланда                         |                                                               |                                                               |                                                               |                                                               | | |                                                               |
|                                                                  |                                                               |                                                               |                                                               | медь, плакированная медно-никелевым сплавом                   | | | 1994                                                          |
| 120-летие Тайного и Государственного советов Таиланда            |                                                               |                                                               |                                                               |                                                               | | |                                                               |
|                                                                  |                                                               |                                                               |                                                               | медь, плакированная медно-никелевым сплавом                   | | | 1994                                                          |
| 60-летие университета Таммасат                                   |                                                               |                                                               |                                                               |                                                               | | |                                                               |
|                                                                  |                                                               |                                                               |                                                               | медь, плакированная медно-никелевым сплавом                   | | | 1994                                                          |
| 50-летие продовольственной программы FAO                         |                                                               |                                                               |                                                               |                                                               | | |                                                               |
|                                                                  |                                                               |                                                               |                                                               | медь, плакированная медно-никелевым сплавом                   | | | 1995                                                          |
| Год информационных технологий в Таиланде                         |                                                               |                                                               |                                                               |                                                               | | |                                                               |
|                                                                  |                                                               |                                                               |                                                               | медь, плакированная медно-никелевым сплавом                   | | | 1995                                                          |
| Год окружающей среды в АСЕАН                                     |                                                               |                                                               |                                                               |                                                               | | |                                                               |
|                                                                  |                                                               |                                                               |                                                               | медь, плакированная медно-никелевым сплавом                   | | | 1995                                                          |
| 100-летие медсестёр Сирират и акушерства в Таиланде              |                                                               |                                                               |                                                               |                                                               | | |                                                               |
|                                                                  |                                                               |                                                               |                                                               | медь, плакированная медно-никелевым сплавом                   | | | 1996                                                          |
| 50-летие правления Рамы IX                                       |                                                               |                                                               |                                                               |                                                               | | |                                                               |
|                                                                  |                                                               |                                                               |                                                               | медь, плакированная медно-никелевым сплавом                   | | | 1996                                                          |

## Тиражи монет
| Год   | Монет отчеканено | Примечания |
| Тип 1 | Тип 1            | Тип 1      |
| ----- | ---------------- | ---------- |
| 2004  | ?                |            |

### Памятные монеты
| Год                                                           | Монет отчеканено                                              | Примечания                                                    |
| Окончание принцессой Чулапхон Валайлак университета Касетсарт | Окончание принцессой Чулапхон Валайлак университета Касетсарт | Окончание принцессой Чулапхон Валайлак университета Касетсарт |
| ------------------------------------------------------------- | ------------------------------------------------------------- | ------------------------------------------------------------- |
| 1979                                                          | 5 000 000                                                     |                                                               |